# Pyramide van Fontenoy

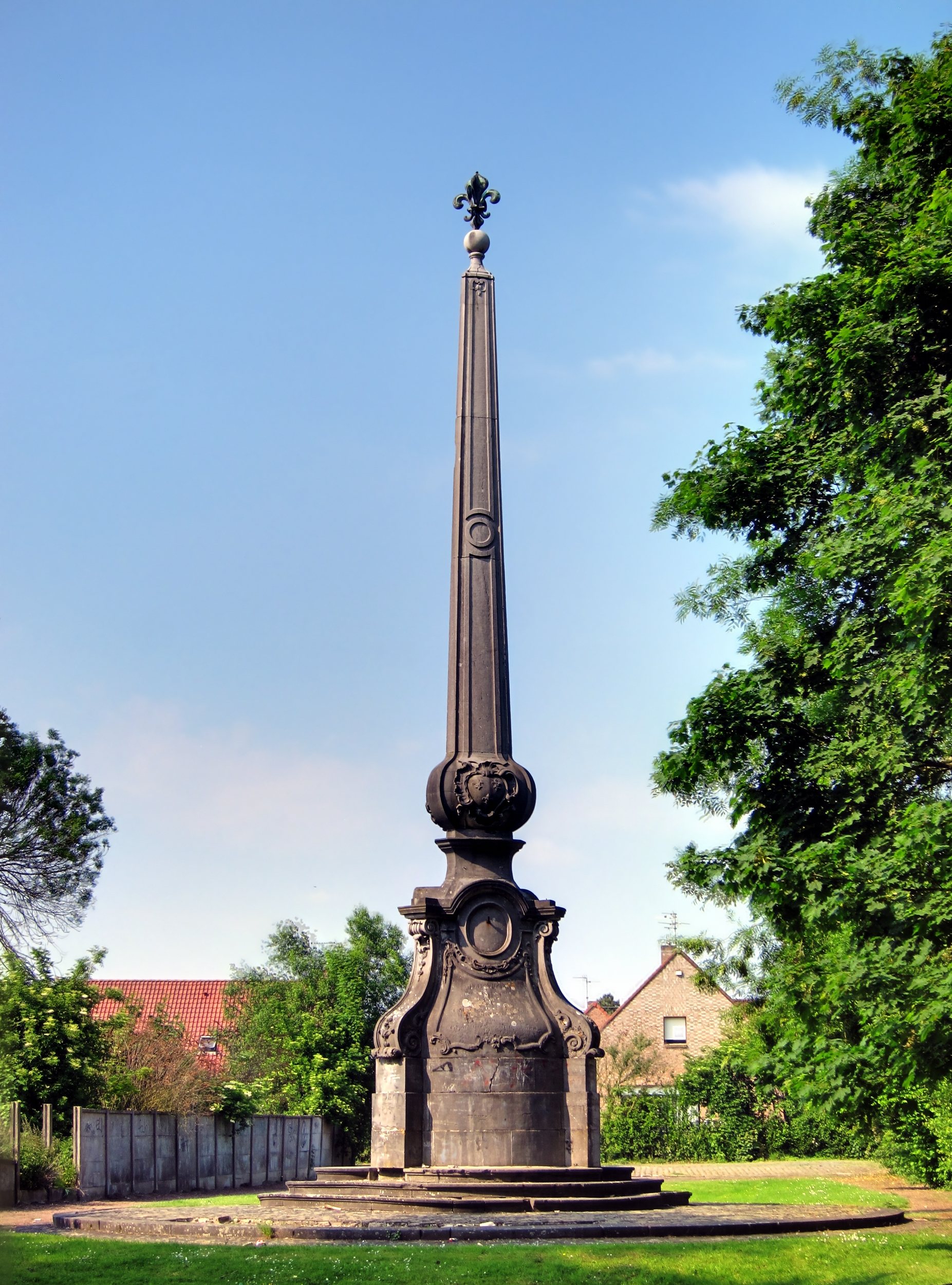
Pyramide de Fontenoy

De Pyramide van Fontenoy is een erezuil in de Franse gemeente Cysoing. De gedenkzuil is 17 meter hoog en werd opgetrokken in 1750 ter ere van Lodewijk XV.
In 1744 verbleef Lodewijk XV tijdens de Oostenrijkse Successieoorlog even in de toenmalige Sint-Calixtusabdij van Cysoing en in 1745 behaalde de Franse koning een overwinning in de Slag bij Fontenoy. Ter herinnering aan dit verblijf en de overwinning bij Fontenoy werd in 1750 op de abdijgronden de gedenkkolom opgetrokken. Bij de Franse Revolutie werd de abdij vernield, maar de gedenkzuil bleef bewaard.
In 1840 werd de zuil geklasseerd als monument historique, en verscheen zo op de eerste editie van de monumentenlijst.